# 吉澤站
- 關於東京都東急砧線的廢站，請見「東急玉川線#車站列表」。
- 關於茨城縣水戶電氣鐵道的廢站，請見「水戶電氣鐵道線#車站列表」。

吉澤站（日语：／ Yoshizawa eki */?）是位於秋田縣由利本莊市吉澤，由利高原鐵道的鳥海山麓線車站。
在2009年的中，於此站取景，並在全日本放映。

## 歷史
- 1989年（平成元年）10月29日 - 由利高原鐵道車站啟用，當時車站位於由利郡（日语：由利郡）由利町（日语：由利町）[1]。

## 車站構造
此站是地面車站，設有1面1線的單式月台。此站是無人車站。

## 使用狀況
| 1日上落車人次 | 1日上落車人次 |
| 年度          | 1日平均人次   |
| ------------- | ------------- |
| 2011年        | 37            |
| 2012年        | 53            |
| 2013年        | 49            |
| 2014年        | 53            |
| 2015年        | 46            |
| 2016年        | 38            |
| 2017年        | 33            |
| 2018年        | 19            |

## 車站周進
- 吉澤簡易郵局
- 子吉川（日语：子吉川）
- 國道108號
- 羽後交通吉澤巴士站

## 相鄰車站
由利高原鐵道
鳥海山麓線
西瀧澤－吉澤－川邊

## 注腳
1. 1 2  “鳥海山ろくの曲沢駅、吉沢駅 待望の新駅が誕生 利便性ぐんとアップ”. 秋田魁新報 (秋田魁新報社): p. 14. (1989年10月30日朝刊)
2. ↑  国土数値情報(駅別乗降客数データ)2011-2015年  （页面存档备份，存于）（日語） - 國土交通省，2020年8月30日參閲
3. ↑  国土数値情報(駅別乗降客数データ)  （页面存档备份，存于）（日語） - 國土交通省，2020年9月12日參閲

## 外部連結
- 吉澤站 （页面存档备份，存于）（日語）（各站資訊） - 由利高原鐵道